# لي دونغ هاي
لي دونغ هاي أو إي دونغ هاي (بالكورية: 이동해، وبالهانجا: 李東海. ولد في 15 أكتوبر 1986) هو مغني وراقص ومغني راب ومؤلف أغاني وعارض ترويجي وممثل وأيدول من كوريا الجنوبية وهو معروف بصفته الراقص ومغني رئيسي في فرقة الكيبوب الشبابية سوبر جونيور وفرقتها الفرعية سوبر جونيور-ام ودونغهي وانهيوك وهو أيضا واحد من أول أربع فنانين كوريين يظهرون على الطوابع البريدية الصينية.

## الحياة الشخصية
ولد دونغهي في موكبو، مقاطعة جولا الجنوبية بتاريخ 15 تشرين أول، 1986 وقد أراد دونغهي في البداية أن يصبح رياضياً ولكن بتأثير من والدة والذي كان يرغب بأن يصبح مغني فقد قرر دونغهي تدريب نفسه ليصبح مغني.

## المسيرة الفنية
في عام 2001 وقع دونغهي عقداً مع شركة اس ام الترفيهية وبعد انضمامه بفترة قصيرة ربح جائزة أفضل مظهر خارجي مع زميله المستقبلي في الفرقة سونغمين في مسابقة الشركة السنوية الثالثة لأفصل المتسابقين الشباب لديها، وتحت إشراف شركة اس ام خضع دونغهي لدروس الغناء والرقص والتمثيل وقد تم تعيينه في فرقة مكونة من خمسة أعضاء تدعى سمايل (Smile) مع عضو فرقته المستقبلي ليتوك ولكن تم إلغاء الفكرة بعد ذلك.
في عام 2004، فقد وضع دونغهي بالإضافة إلى ليتوك في فرقة شباب أخرى وتكونت سوبر جونيور مع عشر متدربين آخرين وقد أصبحت الفرقة بعدها معروفة باسم سوبر جونيور 05، الجيل الأول في الفرقة الموسيقية الدورية، سوبر جونيور، وفي شهر تشرين ثاني، 2005 بعد عدة أيام من ترسيم الفرقة فقد ظهر دونغهي لوقت قصير في قناة اس بي اس ببرنامج شين دونغ يوب هناك هناك

### 2005-2006: الترسيم مع سوبر جونيور
ترسم دونغهي بشكل رسمي كجزء من مشروع فرقة سوبر جونيور 05 المتكونة من 12 عضو بتاريخ 6 نوفمبر 2005 ببرنامج قناة اس بي اس «اغاني مشهورة» لأداء أغنيتهم المنفردة الأولى «التوائم (خروج المغلوب)» وقد تم إطلاق ألبوم ترسيمهم سوبر جونيور 05 (توينز) بعد شهر بتاريخ 5 ديسمبر 2005 وقد احتل المركز الثالث في قائمة ألبومات الكيبوب MIAK.
وفي آذار، 2006 بدأت شركة اس ام للترفيه بتعيين أعضاء جدد للجيل التالي من سوبر جونيور ولكن تغيرت خططت الشركة وأعلنت التوقف عن تشكيل أية أجيال مستقبلية من سوبر جونيور وتبعها إضافة العضو الثالث عشر كيوهيون وقد أزيل "05" اللاحق لاسمهم وأصبحت رسميا تدعى سوبر جونيور، وقد أفرج عن السي دي الأول لأغنية «يو» بتاريخ 7 يونيو، 2006 والذي كان أفضل أغنية منفردة حتى تم إصدار أغنية «آسف» في آذار، 2009.
وقد جعل دونغهي ترسيمه بالتمثيل في فيلم سوبر جونيور الرعب الوثائقي «اللغز 6»، والذي تم بثه في بداية 2006، الوثائقي كان حول دونغهي وقدرته العجيبة على رؤية الأشباح والأحساس بهم، في اوغست 2006، قام دونغهي بلعب دور البشري المتحول إلى سايبورغ في النسخة الكورية من فيديو الدراما للمغنية بوا "Key of Heart" وقد كان أول ظهور رئيسي له في فيديو موسيقي.

### 2007-2008: الفرقة الفرعية
وقد كان الترسيم الرسمي لدونغهي كممثل في تموز، 2007 بإطلاق فيلم سوبر جونيور الترسيمي الهجوم على الأولاد الدبوس وقد اخد دونغهي دور زميل كيم بوم في الصف وصديقه المقرب، طالب ثانوية والذي قام بالتحقيق في هجوم غريب على الشباب الوسيمين في عدة مدارس ثانوية في المدينة وفي نهاية 2007 فقد ظهر دونغهي في الفيديو الموسيقي لفرقة جيل الفتيات " أقبلك" وقد قام هو وكوهيون بالظهور والغناء في إعلان لمنتج غسيل الوجه فقاعة سعيدة" مع الممثلة هان جيمين.
وفي نيسان، 2008 فقد وضع دونغهي في الفرقة الفرعية المتكونة من سبعة أعضاء سوبر جونيور ام، وهي الفرقة الفرعية من سوبر جونيور لصناعة الموسيقى الصينية، وقد تم ترسيمهم في الصين في حفل جوائز الموسيقى الثامن بالتزامن مع إطلاق أول فيديو موسيقي لهم «يو» وفي الثامن من نيسان، 2008 فقد تبع ذلك إطلاق الألبوم الصيني "مي (توضيح)" في مقاطعات مختارة من الصين بتاريخ 23 نيسان، و2 أيار في تايوان.

### 2009-2011: التمثيل وأوبا أوبا
في عام 2009 فقد قام دونغهي مع زميله شيون بالتمثيل في الفيديو الموسيقي للمغنية التايوانية أرئيل لين螢火蟲" (Firefly) والذي أطلع في لقاء مبهج، وفي تموز فقد قام بأداء أول أغنية ألفها بنفسه " رائع" خلال سوبر شو 2 والتي أطلقت في ألبوم سوبر شو 2 حفلة موسيقية وقد لعب أيضا دور حبيب تشانغ لي يين في الفيديو الموسيقي الخاص بها "晴天雨天" (المضي قدما) في 19 تشرين أول، 2009.
في عام 2010 قام دونغهي بتأليف أغنية «رحلة قصيرة» والتي كتب كلماتها زميله انهيوك والتي أطلقت في ألبوم بونامانا المعاد تجميعه في تشرين ثاني، وفي قام بالتمثيل في دراما قناة اس بي اس It's Okay, Daddy's Girl بدور شوي وك جي، كواحد من ثلاث أخوة وقد قام أيضا بتأليف الأغنية الرئيسية للدراما «تماما مثل الآن» وغنائها كثنائي مع ريووك.
وقد غنى دونغهي الغنية الرئيسية لمهرجان الأغنية الآسيوية الثامن «الأحلام تتحقق» مع عضوة فرقة جيل الفتيات سيوهيون والتي أطلقت في 11 تشرين أول، 2011 كسنغل رقمي، وقد تم التبرع بعائدات هذه الاإنية إلى اليونيسف لمساعدة الأطفال في الدول الإفريقية.
في 2011، فقد أخد دونغهي دور البطولة مع زميلة شيون في الدراما التايوانية سكيب بيت مع ايفي شين وهي محاكاة حقيقة للمانجا اليابانية سكيب بيت والتي ألفها يوشيكي ناكامورا وتم تصويرها في تايوان لمدة أربع أشهر وقد حضر دونغهي وشيون المؤتمر الصحفي للدراما في التبت في 14 كانون أول لإطلاق الدراما وقد غنى أيضا أغنية النهاية في الدراما «هذا هو الحب» والتي غنى معه فيها أيضا زميله في فرق سوبر جونيور-ام هنري.
وقد تعاون دونغهي مع فرصة طريقة واحدة لتأليف أربع أغاني وهي أغنية بداية برنامج قلب قوي و «واي» والتي أطلقت في الألبوم الخامس مستر سمبل، و«أريد أن أحبك» والتي تم أداؤها للمرة الأولى في سوبر شو 3 وقد أطلقت في ألبوم حفل سوبر شو 3، وأوبا أوبا وبالإضافة إلى أغنية الشارة الخاصة ببرنامج شيمشيم تابا الإذاعي، وقد تعاون أيضاً للمساعدة في كتابة الأغنية، «أنت فقط» والتي صدرت كسنغل رقمي في 16 كانون ثاني، 2012 وقد كان فيها أيضاً راب
بتاريخ 16 كانون أول، 2011 قام دونغهي وأنهيوك بإطلاق سنغل رقمي أبا أبا، أوبا أوبا والتي تم أداؤها لأول مرة في حفل سوبر جونيور سيؤول سوبرشو 4 في 19 تشرين ثاني، 2011 وقد سجل هذا الإطلاق الأول لتعاونهما، وقد تم إطلاق السنغل باللغة اليابانية مع فيديو موسيقى ياباني أصلي وبتاريخ 4 نيسان، 2012 فقد عقد الزوج اجتماع المعجبين الخاص بهم، بريميوم ميني لايف الحدث للترويج للسنغل بتاريخ 11 نيسان في شيبويا-AX طوكيو.

### 2012: العودة مع سوبر جونيور
في أيار 2012، فقد تم اختيار دونغهي لدور السيد قنفذ في دراما قناة ايه الرومانسية الكوميدية السيدة باندا والسيد قنفذ مع الممثلة يون سيونغ آه في دور البطولة النسائية، وبصفته السيد باندا في الدراما فقد لعب دونغهي دو جو سيونغ جي، الخباز الشائك مقابل يون السهلة التعامل دا يانغ مالكة مقطعى الباندا، وقد أعادت الدراما جمع دونغهي مع تشوي جين هيوك زميلة من دراما «انها بخير، فتاة أبي» وقد تم عرضها بتاريخ 18 آب، 2012 وقد غنى دونغهي أيضاً أغنية شخصيته والشارة للمسلسل «الرجاء لا» والتي أطلقت على الإنترنت بتاريخ 20 آ وقد تم ترجمت الدراما إلى 29 لغة على موقع فيكي.
وفي حزيران، 2012 فقد عاد دونغهي مع زملائه في الفرقة بألبومهم السادس «مثير، مجاني وفردي» ليتم إطلاقه في 4 تموز، وبتاريخ 22 حزيران، اطلقت الصورة الإعلانية لدونغهي والتي أظهرت في قميص أسود ومع وشاح أبيض على رأسه وفي النسخة المعاد تجميعها من الألبوم والذي أعيد تسميته باسم سباي «جاسوس» فقد ساهم دونغهي في كتابة كلمات «اونلي يو» مع ليتوك وشارك أيضا في تأليف أغنية «هارو-يوم» مع اوربان زاكابا كون سون إيل.
وقد أصبح دونغهي مالكاً مشتركاً في عمل في تايوان مع قريبه «ذا غراند بالاس» وهو مقهى وافل بلجيكي والذي افتتح في 12 كانون أول، 2012.
2014 وافق دونغهي على دور في فيلم مدرسي قصير "rumors"

## فيلموغرافيا

### مسلسلات تلفزيونية
| عام       | عنوان                          | الدور                     | ملاحظة            | Ref.  |
| --------- | ------------------------------ | ------------------------- | ----------------- | ----- |
| 2009      | منصة الشباب                    | دونغ هي                   | كاميو (الحلقة 12) |       |
| 2010–2011 | لا بأس يا فتاة ابيها           | تشوي ووك كي               |                   |       |
| 2011–2012 | تخطي فوز!                      | شانغ جي يونغ / بو بو شانج |                   |       |
| 2012      | الانسة جمال باندا والسيد. قنفذ | سيونغ جي                  |                   |       |
| 2014      | اختبار الالهة - الموسم الرابع  | هان تشي-وو                |                   |       |
| 2023      | أوه! يونغ شيم                  | وانغ تاي / مارك وانغ      |                   | [ 5 ] |
| 2023      | رجل وامرأة                     | هيون-سونغ                 |                   | [ 6 ] |

## وصلات خارجية
- لي دونغ هاي على موقع IMDb (الإنجليزية)
- لي دونغ هاي على موقع ميوزك برينز (الإنجليزية)
- لي دونغ هاي على موقع ديسكوغز (الإنجليزية)
- لي دونغ هاي على موقع قاعدة بيانات الفيلم (الإنجليزية)
- لي دونغ هاي على موقع كينوبويسك (الروسية)